# Nioro Tougouné Rangaba
Nioro Tougouné Rangaba is een gemeente (commune) in de regio Kayes in Mali. De gemeente telt 11.510 inwoners (2009).
De gemeente bestaat uit de volgende plaatsen:
- Banna Kaarta
- El Gaoussa
- Filfilodé
- Fossé Rangabé
- Gourel Haïré
- Guinba Nianga
- Guinbel Bouna
- Hamadi Oumourou
- Hamaké
- Kahi Ouolof
- Kothiéwane
- Mougna Ouolof
- Nioro Tougouné Ouolof
- Nioro Tougouné Rangaba
- Sabou Allah
- Séoundé
- Sobéla Débékouroumba
- Tintiba